# Doriopsilla gemela
Doriopsilla gemela is een slakkensoort uit de familie van de Dendrodorididae. De wetenschappelijke naam van de soort is voor het eerst geldig gepubliceerd in 1999 door Gosliner, Schaefer & Millen.